# 아케치 고고로
아케치 고고로(明智小五郎)는 일본의 추리소설가 에도가와 란포의 작품에 등장하는 가공의 탐정이다. 1924년에 발표된 단편 〈D언덕의 살인 사건〉에서 처음으로 등장했다. 당시에는 기모노 차림의 가난한 서생으로 묘사되었지만 이후 새로운 작품들이 발표됨에 따라 오차노미즈의 아파트에 살고 있는 말쑥한 양복 차림의 신사라는 세련된 이미지가 정착되었다. 그의 추리는 물증보다는 범죄 심리를 통해 사건을 해결하는 방식으로, 변장술의 달인이기도 하다. 가족으로는 아내 후미요(文代)가 있으며 조수 고바야시(小林) 소년과 그 동료들이 활약하는 소년탐정단 시리즈에서도 초인적인 능력을 가진 탐정으로 등장하고 있다.

## 같이 보기
- 에도가와 란포